# Steve Lukather
Steven Lee Lukather, mais conhecido como Steve Lukather, (Vale de São Fernando, 21 de outubro de 1957) é um guitarrista, cantor, compositor, arranjador e produtor musical americano. Vencedor por cinco vezes do Grammy (e indicado por outras 12), Lukather é conhecido pelo seu trabalho com a banda Toto, além de ter lançado álbuns solo e trabalhado como guitarrista de estúdio. Participou, como arranjador, compositor ou músico participante, em mais de 1000 álbuns. Também faz parte das bandas de jazz fusion El Grupo e Los Lobotomys, duas colaborações com músicos de estúdio famosos. Embora seu trabalho com o Toto tenha sido baseado predominantemente no pop rock, a carreira solo e os outros trabalhos de Lukather abrangem diversos outros gêneros, incluindo o rock, o rock progressivo, o jazz e o funk.
O guitarrista participou da gravação dos álbuns de Michael Jackson: Thriller e HIStory. É frequentemente lembrado por seus riffs junto ao solo Eddie Van Halen na musica Beat It.

## Discografia

### Solo
- Lukather (1989)
- Candyman (1994)
- Luke (1997)
- No Substitutions: Live in Osaka (em parceria com Larry Carlton) (2001)
- Santamental (2003)
- El Grupo Live (2005)
- Ever Changing Times (2008)
- All's Well That Ends Well (2010)
- Transition[4] (2013)

### ComLos Lobotomys
- Los Lobotomys (1989)

### ComRita Lee
- Bom Bom (1983)

## Videografia
- DVD Steve Lukather and Los Lobotomys Ohne Filter 94 INAK
- DVD Larry Carlton and Steve Lukather New Morning 2001 INAK